# Bon Joseph Lallart
Bon Joseph Lallart est un homme politique français né le 8 mars 1779 à Arras (Pas-de-Calais) et mort le 13 avril 1848 à Gommecourt (Pas-de-Calais).

## Origines familiales

### Ligne directe
La famille Lallart n'est pas une lignée modeste ou quelconque d'Arras. Cette famille existe déjà durant la guerre de Cent Ans, des lettres de rémissions furent accordées sous Henry VI, en 1427, à un nommé Pierre Lallart, aïeul de Bon. Un autre ascendant, Simon Lallart, est bourgeois de Douai en 1450, et le fils de ce dernier, François, devient bourgeois d'Arras, en considération de son fils Pierre, qui fut échevin et mayeur d'Arras en 1518, 1526, 1527 et 1534. Pierre, son descendant, échevin en 1698, 1699, 1703, fit enregistrer ses armes à l'Armorial de France de 1696, Antoine-Joseph, son fils, fut échevin de 1730 à 1737. Son fils, Henri Bruno, remplit les mêmes fonctions en 1774, 1775 et 1776, et était le père de Bon Joseph. Marchand graissier et négociant, il échappa à la Terreur.
Bon Joseph se marie avec Marie-Justine de Rouvroy de Libessart, petite-fille d'un conseiller-doyen du Conseil d'Artois, et une fille d'une d'Espalungue, une famille importante du Béarn.
Son fils Bon Adalbert Joseph sera baron-propriétaire à Paris, marié à la fille d’Édouard Morgan de  Belloy (1803-1867), député de la Somme de 1857 à 1867, et petite-fille d’Adrien Morgan de Belloy (1766-1834), maire d’Amiens et député royaliste de la Somme de 1815 à 1823.

### Branches de la famille Lallart
La famille Lallart est divisée en 3 branches :
Outre la branche des Lallart de Gommecourt, il y avait celle de Lallart de Lebucquière. Bon Lallart était seigneur de ce village en 1617 et mourut en 1701. Un autre Bon Lallart fut seigneur de Sapignies, Bienvillers, Favreuil, Cappy, échevin d'Arras en 1689-1690, 1696, 1708-1709, et 1715. Il fut receveur général des États d'Artois. Son fils, Benoît, seigneur de Berlette et de Lebucquière, fut échevin en 1712, 1714, 1721, 1727, 1732 ; devint avocat au Parlement, puis succéda à son père dans ses fonctions dans la province et mourut en 1767. C'est son fils Bon Antoine, seigneur de Berlette, remplissant cette même charge, qui fut anobli en juillet 1788, avec son frère Guislain, échevin d'Arras en 1764, 1767-1768, 1771-1772, et de 1774 à 1776 ; il était avocat au Parlement de Paris, et périt sur l'échafaud révolutionnaire le 21 avril 1794. Son fils, Louis Lallart de Le Bucquière, épousa Mlle Blin de Bourdon, fille du préfet du Pas-de-Calais. Il a Iaissé à Arras un souvenir impérissable à cause des œuvres charitables qu'il y fonda, entre autres la maison de St-Charles.
La branche de Berles commence avec François, receveur général des États d'Artois, mort en 1728. Son fils, Benoit-François, seigneur de ce village, secrétaire du Roi, maison et Couronne de France, en la chancellerie d'Artois, le 16 mai 1732, était aussi receveur général des États d'Artois. Guillaume Benoît-Xavier lui succéda dans cette fonction. La postérité mâle des trois branches est éteinte et avait fourni un certain nombre d'échevins à Arras des militaires, des religieux et des religieuses. Ce furent deux membres de cette famille occupant les fonctions de receveur des États d'Artois qui, à cause des services rendus à la province en temps de disette, obtinrent des lettres d'anoblissement en 1788.
La famille Lallart, à cause de ses croyances politiques et religieuses, fut une de celles du Pas-de-Calais qui fournit le plus de victimes à la politique terroriste de Joseph Lebon. 
Les Lallart avaient pour armes : d'or au chevron de gueules accompagné en chef de trois étoiles de sable rangées en face, et en pointe d'un croissant, montant de même.

## Biographie
Bon Joseph sort de Polytechnique en 1799, et devient avocat puis propriétaire à la mort de son père en 1800. Il commença la carrière des honneurs comme officier de la garde nationale en 1806, conseiller municipal en 1807 (jusque 1814) et rejoint le collège électoral d'Arras en 1808, nommé par l'assemblée cantonale. Il est administrateur des hospices de 1808 à 1815, charge classique d'un notable arrageois désirant monter dans la hiérarchie politique. Membre du bureau d'administration du collège en 1813 et membre du collège électoral départemental la même année, un nouvel échelon est gravi quand Bon Joseph devient adjoint au maire d’Arras (3 décembre 1814 jusque son mandat de maire).

L'homme cumule les charges politiques, en tant que conseiller d’arrondissement (1815), que conseiller général (1815-1830), membre le plus jeune et enfin, à l'apogée de sa carrière politique locale, comme maire d'Arras par ordonnance royale (24 janvier 1816 jusque 1821). Cette période de troubles pour la France n'épargne pas les changements politiques à Arras. C'est le maire sortant, Wartelle d'Herlincourt, qui poussa Bon Joseph à accepter les honneurs municipaux. En effet, Lallart avait toute la confiance des royalistes et de Louis XVIII, et était assez modéré pour devenir maire. L'homme a hésité, mais répondit à une lettre de Wartelle d'Herlincourt :
« Je commençais à être inquiet : je craignais que vous ne fussiez malade. Je craignais que ma proposition ou mes réflexions vous eussent été désagréables ; votre lettre me rassure à cet égard, mais elle m'affecte douloureusement par votre détermination à refuser la Mairie (note : Wartelle d'Herlincourt fut trop compromis par son rôle de député des Cent-Jours pour rester maire). J'espérais vous décider à vous charger de ce fardeau bien pénible à la vérité, mais infiniment moins pour vous que pour tout autre, investi comme vous l'êtes de la confiance publique et possédant les qualités pour remplir dignement ces fonctions. À quelles mains va-t-on confier maintenant ces rênes abandonnées. Qui voudra les saisir ? Qui aura la présomption d'entreprendre une tâche dont vous et M. le Josne Contay (note : ultra-royaliste arrageois notable) n'avez pas voulu vous charger ? Je crains pour la ville que, après des personnes si éminemment dignes, on ne soit obligé de descendre bien des degrés pour arrivera celui qui acceptera. Je ne peux m'empêcher de gémir sur le sort de cette ville. Ce n'est pas par intérêt personnel, car je l'habiterai peu, mais je suis tellement identifié avec son bien-être que je ne puis être insensible à ce qui la concerne. »

Lettre du 28 novembre 1815
Les raisons du choix de Lallart plutôt qu'un autre sont plurielles : non seulement, il possède un réseau d'amis bien placés pour l'aider à exercer le pouvoir, il a la confiance de l'État central par ses opinions politiques et ses convictions religieuses, et enfin, après que Waterloo eut advenu, un événement eut lieu à la citadelle d'Arras : Adolphe de Cardevacque, historien de la ville, résumé cet épisode :
« Le désastre de Waterloo excita dans le peuple un mouvement dont le gouvernement ne sut point profiter : peut-être même, n'en eut-il pas le temps. Une troupe de fédérés formée dans les environs d'Arras se rendit maîtresse de la citadelle ; mais Ies bourgeois, pour qui les fédérés rappelaient de sanglants souvenirs, virent avec regret cette manifestation populaire. La porte de Ronville fut forcée et livrée par eux à un détachement des gardes du corps ; peu de temps après, le drapeau blanc flottait sur les principaux édifices. Cependant les fédérés paraissaient peu soucieux de ces mouvements, lorsque au milieu de la nuit, une rixe s'éleva entre un de leurs postes avancés et une patrouille bourgeoise. Au bruit de la fusillade, on courut de toutes parts aux armes, et les bourgeois attaqués furent refoulés jusques dans les rues de la ville. Quant aux fédérés, satisfaits de leur victoire, ils se retirèrent dans la citadelle. Une seule maison fut pillée; mais l'excitation était grande : les gardes du corps voulaient à tout prix donner l'assaut ; des paysans, mécontents du gouvernement qui leur avait coûté tant de sacrifices, vinrent camper sur la place au nombre d'environ deux mille, sans autres armes que des fourches, des faux, et d'autres instruments aratoires. De leur côté, les fédérés déclarèrent qu'à la première démonstration, ils feraient usage de leur artillerie pour écraser la ville. Sur ces entrefaites, des troupes de volontaires royaux vinrent augmenter la force des assaillants, alors M. le baron Lallart, à qui la ville doit la plus grande reconnaissance, pénétra dans la forteresse et obtint la promesse de l'évacuer, lorsque l'on saurait d'une manière positive l'entrée de Louis XVIII à Paris. »
Lallart fit preuve de courage en matant la révolte de bonapartistes, par témérité et diplomatie. Cela précipita sa notoriété.
Président du collège électoral d'Arras (élections de 1816 et de 1817), il est admis à de nombreux groupes administratifs et associatifs : il est membre du Conseil de révision pour les classes de 1816 et 1817 (1818) et celle de 1818 (1819), et de la Commission administrative des sourds-muets à Arras 1821). Il contribue à la résurrection de l'Académie d'Arras, et y figure comme membre en 1817. Enfin, Lallart de Gommecourt devient membre honoraire de la Société d'Agriculture d'Arras (31 mars 1817), et le 6 septembre 1821, de celle de Boulogne-sur-Mer.
Dernière étape de sa carrière politique : la chambre des Députés sous Louis XVIII. il siège à la Chambre introuvable du 22 août 1815 au 5 septembre 1816, puis quelques années après sa dissolution du 13 novembre 1820 au 31 juillet 1821 et enfin du 1er octobre 1821 au 24 décembre 1823. Il fut systématiquement élu par le collège électoral départemental, et figura parmi les rangs de la droite modérée et constitutionnelle. Lallart fit des rapports sur le budget et l'économie durant ses années à la Chambre. Le 1er avril 1816, il prononça un important discours sur le budget, il prit la parole sur les impôts indirects, vota le rejet des six nouveaux impôts et proposa de renvoyer à l'année suivante l'examen d'un système propre à remplacer le monopole du tabac. En juillet 1822, Lallart parla lors de la discussion de la loi sur les canaux. Il fit partie d'une Commission lors d'un projet de loi relatif au port de Dunkerque.
Après avoir soutenu le ministère Villèle, il quitta la vie parlementaire en 1824, et s'étant représenté, le 17 novembre 1827, dans le 1er arrondissement du Pas-de-Calais (Arras), il échoua avec 102 voix contre 212 face à Jean-Marie Harlé.
Il est élevé au rang de Chevalier de la Légion d'Honneur le 23 juin 1820 et est créé baron héréditaire par lettres patentes du 4 août 1827 sous la dénomination de Baron Lallart puis Lallart de Gommecourt, nom de la commune qu'il administrera à la fin de la monarchie de Juillet. Il devient comte avec majorat le 20 janvier 1830. Lallart s'éteignit le 13 avril 1848 dans son château de Gommecourt.

## Sources et références
- « Bon Joseph Lallart », dans Adolphe Robert et Gaston Cougny, Dictionnaire des parlementaires français, Edgar Bourloton, 1889-1891 [détail de l’édition]

1. 1 2  Académie d'Arras, Mémoires de l'Académie d'Arras, Arras, 1906
2. ↑  Adolphe DE CARDEVACQUE, Histoire de l’administration municipale de la ville d’Arras : depuis l’origine de la commune jusqu’à nos jours., Arras, 1879
3. ↑  Olivier TORT, La droite française: aux origines de ses divisions, (1814-1830)., Paris, 2013